# Steel Guitar Hall of Fame
Die Steel Guitar Hall of Fame ist eine US-amerikanische Ruhmeshalle, die jedes Jahr bedeutende Musiker der Steel Guitar mit der Aufnahme ehrt. 

## Geschichte
Die Idee, eine Steel Guitar Hall of Fame bzw. einen Preis für Steel-Gitarristen einzuführen, kam ursprünglich von dem Steel-Gitarristen Jim Vest Anfang der 1970er-Jahre in Nashville, Tennessee. Aufgrund von Vests ausgedehnter Arbeit als Tour- und Sessionmusiker konnte er die Idee jedoch nicht umsetzten. Daher gründeten Jim und DeWitt Scott 1978 in St. Louis, Missouri, die Hall of Fame, wo sie bis heute ihren Sitz hat. Noch im selben Jahr wurden die ersten drei Musiker geehrt. 
Das Ziel der Steel Guitar Hall of Fame ist es laut eigener Aussage, Künstler zu ehren und ihre Leistungen unvergessen zu machen sowie die Kunst des Spielens der Steel Guitar zu erhalten. Daher wurde die Hall of Fame 1984 von dem Bundesstaat Missouri auch als eine gemeinnützige Organisation anerkannt und trägt seitdem offiziell den Namen Steel Guitar Hall of Fame, Inc.
Auch in der Gegenwart führt die Steel Guitar Hall of Fame ihre Idee fort und ehrt seit 1978 jedes Jahr ein oder mehrere Künstler mit der Aufnahme. Zudem wurde ein Museum mit Ausstellungsstücken in St. Louis eingerichtet.

## Mitglieder
- 1978: Jerry Byrd, Leon McAuliffe, Alvino Rey
- 1979: Herb Remington, Sol Hoopii
- 1980: Joaquin Murphey, Speedy West
- 1981: Noel Boggs, Buddy Emmons
- 1982: Jimmy Day, Dick Kaihue McIntire
- 1983: Eddie Alkire, Ralph Mooney
- 1984: Don Helms, Bud Isaacs
- 1985: „Little“ Roy Wiggins, Curly Chalker
- 1986: Harold „Shot“ Jackson
- 1987: Pete Drake
- 1988: Lloyd Green
- 1989: Billy Bowman, Hal Rugg
- 1990: Bob White, Davd Kelii
- 1991: Zane Beck
- 1992: Tom Brumley, DeWitt Scott, Bob Dunn
- 1993: Joseph Kekuku, Buddy Charleton
- 1994: Doug Jernigan
- 1995: Freddie Tavares, Bobby Garrett
- 1996: Bobby Robinson, John Hughey
- 1997: Weldon Myrick
- 1998: Johnny Sibert
- 1999: Barney Alvin Kalanikau Isaacs, Jr., Jeff Newman
- 2000: Jimmie Crawford, Paul Franklin
- 2001: Tom Morrell, Herby Wallace
- 2001: Pee Wee Whitewing
- 2002: Santo and Johnny
- 2003: Walter Hayes, Jaydee Maness
- 2004: Bobby Koefer, Jody Carver, Bobby Black
- 2005: Orville „Red“ Rhodes, Leonard T. Zinn
- 2006: Ricco Turchetti, Tom Bradshaw, Maurice Anderson
- 2007: Sneaky Pete Kleinow, Roy Ayres
- 2008: Julian Tharpe, Norm Hamlett, Don Warden
- 2009: Bud Carter, Ron Elliott, Barbara Mandrell
- 2010: Bobby Caldwell, Dicky Overbey, Winnie Winston
- 2011: Russ Hicks, Larry Sasser, Bobbe Seymour
- 2012: Terry Bethel, Kayton Roberts
- 2013: Lynn Owsley, Tommy White, Rusty Young
- 2014: Sonny Garrish, Jim Vest, Joe Wright
- 2015: Gene Fields, Chubby Howard
- 2016: Neil Flanz, Del Mullens